# Odontotaenius striatopunctatus
Odontotaenius striatopunctatus es una especie de coleóptero de la familia Passalidae.

## Distribución geográfica
Habita en el Neártico.